# Віктор Янссон
Віктор Янссон (фін. Viktor Bernhard «Faffan» Jansson; 1 березня 1886, Гельсінкі, Фінляндія — 22 червня 1958, там само) — фінський скульптор шведського походження. Батько відомої дитячої письменниці Туве Янссон.

## Біографія
Автор скульптурних творів у стилі символізму в 1920-1940-ві роки для міста Гельсінкі, Тампере, Лагті. Найвідоміша робота — скульптура «Молодість», розташована у місті Гямеенлінна. Серед інших: пам'ятник уродженцю Фінляндії шведському поетові Арвіду Мьорне (Гельсінкі), скульптури «Конвольвулус», «Хлопчики-рибалки» і «Наяди» (всі Гельсінкі).